# Angelo Bonfiglio
Angelo Bonfiglio, né le 22 décembre 1928 à Agrigente et mort le 9 juin 2000 à Agrigente, est un homme politique italien, président de la Région sicilienne de 1974 à 1978.

## Biographie
Angelo Bonfiglio est le fils de Giulio Bonfiglio, président de l'Assemblée régionale sicilienne dans les années 1950.
Avocat après des études de droit à l'Université catholique de Milan, il adhère comme son père à la Démocratie chrétienne où il participe au courant gullottien.
Conseiller communal d'Agrigente à partir de 1952, il est élu à l'ARS lors des élections de 1959, succédant à son père mort quelques mois auparavant. Il est choisi comme président du groupe DC, puis est nommé assesseur régional aux Travaux publics de 1967 à 1970 dans les gouvernements Giummarra, Carollo  et le premier cabinet de Mario Fasino, puis prend le portefeuille à l'Agriculture et aux Forêts dans les deux gouvernements Fasino suivants jusqu'à la fin de la législature en juin 1971. Lorsque s'ouvre la VIIe législature après les élections régionales de 1971, il est élu à la présidence de l'Assemblée régionale sicilienne.
Les secrétaires régionaux, Rosario Nicoletti pour la Démocratie chrétienne et Achille Occhetto pour le Parti communiste italien s'accordent pour une convergence entre la majorité de centre-gauche et les communistes, rendant caduc le gouvernement provisoire de Vincenzo Giummarra. En mars 1974, donc, Angelo Bonfiglio constitue un gouvernement de « solidarité autonomiste » alliant les forces autonomistes dominées par la DC dont les principaux membres du gouvernement précédent conservent leurs portefeuilles, sans toutefois de présence gouvernementale communiste, le PCI obtenant, après les élections de 1976, la présidence de l'ARS, occupée par Pancrazio De Pasquale, associé aux principales décisions de l'exécutif.
Son gouvernement compte les démocrates chrétiens Piersanti Mattarella, Calogero Mannino, Mario D'Acquisto et des socialistes comme Nicola Capria. Bonfiglio renouvelle également la tête des entreprises publiques : Giuseppe D'Angelo remplace Graziano Verzotto à la présidence de l'Ente minerario siciliano (EMS), Nicola Piazza succède à Francesco Coniglio à l'Ente siciliano per la promozione industriale (ESPI) et le socialiste Angelo Ganazzoli prend la présidence de l’Ente di sviluppo agricolo (ESA). Le 14 mars 1975, le sénateur Graziano Verzotto échappe à l'arrestation dans le cadre du scandale de l'EMS en s'enfuyant au Liban, alors que le directeur général et le directeur administratif le sont.
Les élections de 1976 renforcent la DC (qui passe de 29 à 39 sièges), le PRI (qui passe de 3 à 4) et le PCI (qui gagne 24 députés, grâce à l’électorat du PSIUP) et légitiment la collaboration gouvernementale. en l'élargissant au parti libéral.
En mars 1978, Bonfiglio démissionne au profit de Piersanti Mattarella, et quitte l'Assemblée régionale en 1979 pour prendre la présidence de la Sicilcassa laissée vacante par l'élection de Vincenzo Giummarra au Parlement européen.
En 1983, il est élu à la Chambre des députés et n'y siège que pour un mandat, n'étant pas réélu lors des élections générales de 1987. Il reprend alors son activité d'avocat.